# Lambert Pietkin
Lambert Pietkin (Lieja, principat de Lieja, 22 de juny de 1613 – 16 de setembre de 1696) fou un sacerdot i compositor liegès (actualment a Bèlgica).
Fou canonge i mestre de capella de la catedral de Sant Lambert de la seva ciutat nadiua, on si guarden 12 misses seves, a 6 i 8 veus, una col·lecció d'antífones. A més deixà una col·lecció de motets, Sacri concertus, a 2, 3, 4 i 8 veus. (Lieja, 1668). La majoria de la seva obra s'ha perdut.